# Koligativna svojstva
Koligativna svojstva su svojstva otopine koja ovise samo o broju otopljenih čestica, a ne o njihovoj vrsti odnosno prirodi otopljene tvari.
U koligativna svojstva spadaju sljedeće pojave:
- povišenje temperature vrelišta
- sniženje temperature očvršćivanja
- osmoza
- difuzija

## Povišenje temperature vrelišta
Čisto otapalo stvara tlak para temeljem težnje molekula da napuste tekuću fazu otapala i da se rasprše kao plin, koji je kaotični skup čestica. Kada se nehlapljiva tvar otopi u otapalu otopina je kaotičnija nego početno otapalo. Ta povećana kaotičnost u otopini slabi težnju molekula da napuste otopinu a to znači da je tlak para sada niži. Niži tlak para zahtjeva dovođenje dodatne topline kako bi se postigla temperatura vrelišta, dakle vrelište otopine je više od vrelišta čistog otapala. Mjerenje povišenja vrelišta predstavlja način određivanja molne mase otopljene tvari a postupak se naziva ebulioskopija:
{\displaystyle \Delta T=i\cdot K_{b}\cdot b}
i - broj čestica na koje disocira otopljena tvar, (i za NaCl ima vrijednost 2, za CaCl2 vrijednost 3 ...)
Kb - konstanta otapala
b - molalnost otopine (mol/kg)

## Sniženje temperature očvršćivanja
Hlađenjem nekog otapala dolazimo do temperature očvršćivanja. Kada se nehlapljiva tvar otopi u otapalu tada otopina postaje kaotičnija nego početno otapalo. Zato se otopina mora dodatno ohladiti kako bi se kaotično gibanje čestica dodatno umirilo u prijelazu u uređenije stanje krute faze. Dakle temperatura očvršćivanja otopine je niža od temperature očvršćivanja otapala. Mjerenje sniženja temperature očvršćivanja predstavlja način određivanja molne mase otopljene tvari a postupak se naziva krioskopija:
{\displaystyle \Delta T=i\cdot K_{f}\cdot b}
i - broj čestica na koje disocira otopljena tvar, (i za NaCl ima vrijednost 2, za CaCl2 vrijednost 3 ...)
Kf - konstanta otapala
b - molalnost otopine (mol/kg)

## Osmoza
Osmoza je težnja molekula otapala da prođu kroz polupropusnu membranu iz rjeđe u koncentriraniju otopinu. "Polupropusnost" označava svojstvo propuštanja malih molekula kao što je voda a zadržavanje svih ostalih čestica u otopini. Kada se razrijeđena otopina stavi u dodir s koncentriranijom otopinom preko polupropusne membrane, otapalo struju skroz do postizanja ravnoteže ili do izjednačavanja koncentracija. Pojava se također koristi za određivanje molne mase otopljene tvari:
{\displaystyle {\mathit {\Pi }}\cdot V=i\cdot {\frac {m}{M}}\cdot R\cdot T}
Π - osmotski tlak (Pa)
V - volumen otopine (m3)
i - broj čestica na koje disocira otopljena tvar, (i za NaCl ima vrijednost 2, za CaCl2 vrijednost 3 ...)
m - masa otopljene tvari (g)
M - molna masa otopljene tvari (gmol-1)
R - plinska konstanta (8,314 JK-1mol-1)
T - temperatura (K)

## Difuzija
Difuzija (lat. diffusio: širenje, rasprostiranje, raspršenje). Prijenos tvari u plinovima, kapljevinama i čvrstim tvarima; nastaje zbog razlike u koncentracijama koje se spontanim toplinskim gibanjem čestica izjednačuju. Za razliku od plinova i kapljevina, gdje toplinsko gibanje čestica (molekula, iona, koloidnih čestica) uzrokuje međusobno miješanje dviju ili više tvari, u čvrstim tvarima atomi i ioni difuzijom mijenjaju mjesta u kristalnoj rešetki. Difuzija je najbrža u plinovima, sporija u kapljevinama, a najsporija u čvrstim tvarima.
S obzirom na to da je difuzija spontan i univerzalan proces koji se događa uvijek i svugdje neovisno o vrsti tvari uvjetno i difuziju možemo ubrojiti u koligativna svojstva.